# کد کانولوشنال
در مخابرات، کدهای کانولوشنال (به انگلیسی: convolutional code) نوعی کد تصحیح خطا هستند که یک رشته‌ی m بیتی را به n بیت تبدیل می کنند که n ≥ m و m/n  نرخ کدگذاری است. این تبدیل٬ در هر لحظه تابعی از k نماد قبلی است.
کدهای کانولوشنال به طور گسترده در سامانه‌های مخابراتی کاربرد دارند٬ از جمله در مخابرات ماهواره‌ای و تلفن همراه. پیش از کدهای توربو٬ عملکرد این کدها به حد شنون نزدیکترین بود.

## پیاده‌سازی در متلب
می‌توان این کدها را به راحتی در متلب پیاده‌سازی کرد. برای نمونه سیستم زیر را به این صورتی که در ادامه می‌آید  می‌توان شبیه‌سازی کرد:
در تصویر:
n1 = m1 + m0 + m-1
n2 = m0 + m-1
n3 = m1 + m-1.
```
    
G1
 
=
 
7
;
% octal 7 corresponds to binary 111 n1 = m1 + m0 + m-1 

    
G2
 
=
 
3
;
% octal 3 corresponds to binary 011 n1 = m0  + m-1 

    
G3
 
=
 
5
;
% octal 5 corresponds to binary 101 n1 = m1  + m-1 

    
constLen
 
=
 
3
;
   
% Constraint length 

    

    
% Create the trellis that represents the convolutional code

    
convCodeTrellis
 
=
 
poly2trellis
(
constLen
,
 
[
 
G1
 
G2
 
G3
 
]);

    
uncodedWord
 
=
 
[
1
 
];

    
codedWord1
 
=
 
convenc
(
uncodedWord
,
 
convCodeTrellis
)
 

    
uncodedWord
 
=
 
[
1
 
0
 
0
 
0
];

    
codedWord2
 
=
 
convenc
(
uncodedWord
,
 
convCodeTrellis
)

```

خروجی می شود:
codedWord1 =
```
1     0     1
```

codedWord2 =
```

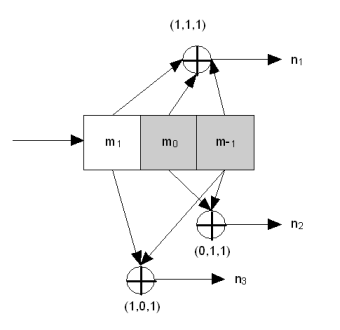
Img.1. Rate 1/3 non-recursive, non-systematic convolutional encoder with constraint length 3

1     0     1     1     1     0     1     1     1     0     0     0
```

## کدهای توربو
کدهای کانولوشنال که با الگوریتم ویتربی دیکد می‌شوند٬ در حال جایگزین شدن با کدهای توربو (از سال ۱۹۹۳) هستند که عملکرد آن‌ها  به حد شنون بسیار نزدیکتر است و الگوریتم دیکدینگ آن‌ها نیز از پیچیدگی محاسباتی بسیار کمتری از الگوریتم ویتربی برخوردار است.

## مطالعه بیشتر
- Andrew Viterbi (۱۹۷۹). Principles of Digital Communications and Coding. McGraw-Hill.